# Hard Werken
Hard Werken is een Nederlands ontwerpcollectief in 1979 in Rotterdam opgericht als literair tijdschrift, dat van 1982 tot 1994 als ontwerpbureau heeft gedraaid. Het collectief werkte aan een kruisbestuiving van grafisch ontwerpen, fotografie, assemblagekunst, en theatervormgeving.
In 1989 werd het bureau onderscheiden, met de Amsterdamse Hendrik Werkmanprijs omdat de ontwerpers "het aanzien van het Nederlandse boek veranderden."

## Geschiedenis

### Oprichting en vestiging als literair tijdschrift
In 1979 is Hard Werken begonnen als literair tijdschrift in de Grafische Werkplaats van de Rotterdamse Kunststichting op initiatief van Willem Kars. Na het betrekken van de Rotterdamse auteur Rien Vroegindeweij, zomer 1978, vervolgens in samenwerking met Kees de Gruiter versterkt en geactiveerd met een redactie die het blad tevens produceerde. Met onder meer Henk Elenga, Gerard Hadders, Tom van den Haspel, Rick Vermeulen, Jan Willem de Kok, Jan Joris Lamers en Raymond Campfens. In April 1979, 7 maand na eerste idee, verscheen het eerste van de in totaal elf nummers. Deze publicaties veroorzaakten geleidelijk steeds meer ophef, niet alleen in ontwerperskringen. Hub Hubben (1995) typeerde dit werk:
... Gangbare typografische regels werden naar de stoeprand geschoven en ogenschijnlijk is de plak- en kniptafel van de Hard Werken-ontwerpers, opmaak computers waren toen nog niet in zicht – getroffen door een ontploffing waarvan men de gevolgen eenvoudigweg heeft meegedrukt. Door elkaar heen dwarrelende en verminkte lettertypen, verknipte dan wel geënsceneerde foto's, bizarre kleurencombinaties, niets was verboden. Ordening was een vies woord en of een tekst leesbaar was donderde niet...
Er wordt wel beweerd dat het postmodernisme hiermee zijn intrede deed in de grafische vormgeving. Alle betrokkenen ontkennen dit tot op heden ten stelligste. Een andere gelijktijdige trend was herkenbaar in het werk van Studio Dumbar met Gert Dumbar in Den Haag en – kijkend naar de vorm van samenwerken – de politiek geëngageerde ontwerpgroep Wild Plakken in Amsterdam.

### Uitbouw van ontwerperscollectief naar ontwerpbureau
In de jaren tachtig werkte Hard Werken aan grafische, theater-, expositie- en interieuropdrachten vanuit de cultuursector en de uitgeverswereld. Voor het publiek opvallende resultaten waren bijvoorbeeld de programmaposters, ontworpen voor theater en film in LantarenVenster en voor de exposities in het Lijnbaancentrum. Jaarlijks werd het affiche ontworpen voor het Filmfestival Rotterdam International Film Festival Rotterdam, waarin telkens de karakteristieke tijgerkop was verwerkt.
Voor uitgeverij Bert Bakker was Hard Werken een langdurige relatie voor het ontwerpen van talrijke boekomslagen, waaronder de omslag van de bestseller De naam van de roos van Umberto Eco.
Vanuit de industrie en dienstverlening kwam ook vraag op gang. Hierbij ontwikkelden ze huisstijlen en interieurs voor bedrijven als de PTT, de Nationale Investeringsbank. De oorspronkelijke theatervormgeving werd doorvertaald naar het bedrijfsleven en als 'interior design' een belangrijk onderdeel met opleveringen voor o.a. PTT, Eduard Bos, Vestia. Voor het Stedelijk Museum in Amsterdam ontwierpen ze de aankondiging van de overzichtstentoonstelling van Raymond Loewy.
Inmiddels groeide het bedrijf in de Pelgrimsstraat 5 te Rotterdam en was verzakelijking noodzaak. Met vijftien medewerkers leek met de kennis van toen 'Groei naar groot' de richting. Rotterdam was de geboorteplek maar bleek begin jaren negentig niet in staat de ontwerpsector te omarmen. Vrijwel alle omzet werd buiten Rotterdam gerealiseerd.

### Laatste jaren
In 1994 was er een overname door Hard Werken van het Gooise bureau Ten Cate Bergmans, een toonaangevend packaging design bureau. Het gaat verder onder de nieuwe naam Inizio Design, gevestigd in Amsterdam. In 1995 vierde Hard Werken haar geschiedenis met een overzichtsexpositie in de Kunsthal Rotterdam, die daarvòòr haar première beleefde in Frankfurt am Main.
Inizio was feitelijk een fusie van drie denk- en werkrichtingen. De mentaliteiten van twee fusieondernemingen lagen in elkaars verlengde. Uiteindelijk was geen van de oorspronkelijke Hard Werkers anno 1997 nog actief in Inizio dat in 1998 failliet verdween in een bureauketen.

## Waardering en kritiek
De Kunsthal Rotterdam vereerde Hard Werken in 1995 met een overzichtsexpositie. De expositie, onder de titel Hard Werken. Geschiedenis van een ontwerpbureau, vatte Hard Werken als volgt samen:
Rotterdam en Hard Werken horen bij elkaar. Het ontwerpbureau dat meer dan vijftien jaar lang zijn naam eer aandeed en een enorme produktie genereerde, bestaat niet meer.
Naar aanleiding van deze expositie publiceerde het NRC Handelsblad het artikel De legende van 'Hard Werken'; Typografie als illustratie, waarin Ron Kaal (1995) de typografische verdienste als volgt aanduidde:
... Hard Werken was eerst en voor al anti-. Anti-soberheid, anti-terughoudendheid, anti-functionaliteit, anti-strengheid en anti-dienstbaarheid. (Samengevat: anti-Amsterdam.) De hele Hollandse typografische traditie werd hier op zijn kop gezet. Hard Werken vertrapte de regels en deed alles wat God (in de gedaante van Stanley Morison) verboden had. Hun typografie was er een van overdaad, van ongebruikelijke letters, van onlogische spatiëring, van overborrelende dynamiek en van onstuimige decoratie. Dat het de leesbaarheid vaak niet ten goede kwam, het zou wat. Dit was typografie als illustratie.
Thomas (2005) plaatst Hard Werken op een lijn met Wild Plakken in Amsterdam en De Enschedese School uit Enschede. Deze ontwerperscollectieven uit de jaren 1980 waren opgericht door de ter plekke afgestudeerde academiestudenten, en werkte alle in een "eclectische, onconventionele en experimentele stijl."

## Exposities, een selectie
- 1984 "Kunst uit Rotterdam". Museum Boymans van Beuningen. Selectie van werk van actuele Rotterdamse kunst.
- 1988. Rotterdamse School?, Galerie Perspektief. Groepsexpositie met verder werk van lotgenoten als Daan van Golden, Charlie van Rest, Peter Redert, Lydia Schouten, en Henk Tas.[11]
- 1995. Hard Werken. Geschiedenis van een ontwerpbureau, Kunsthal Rotterdam.

## Afbeeldingen

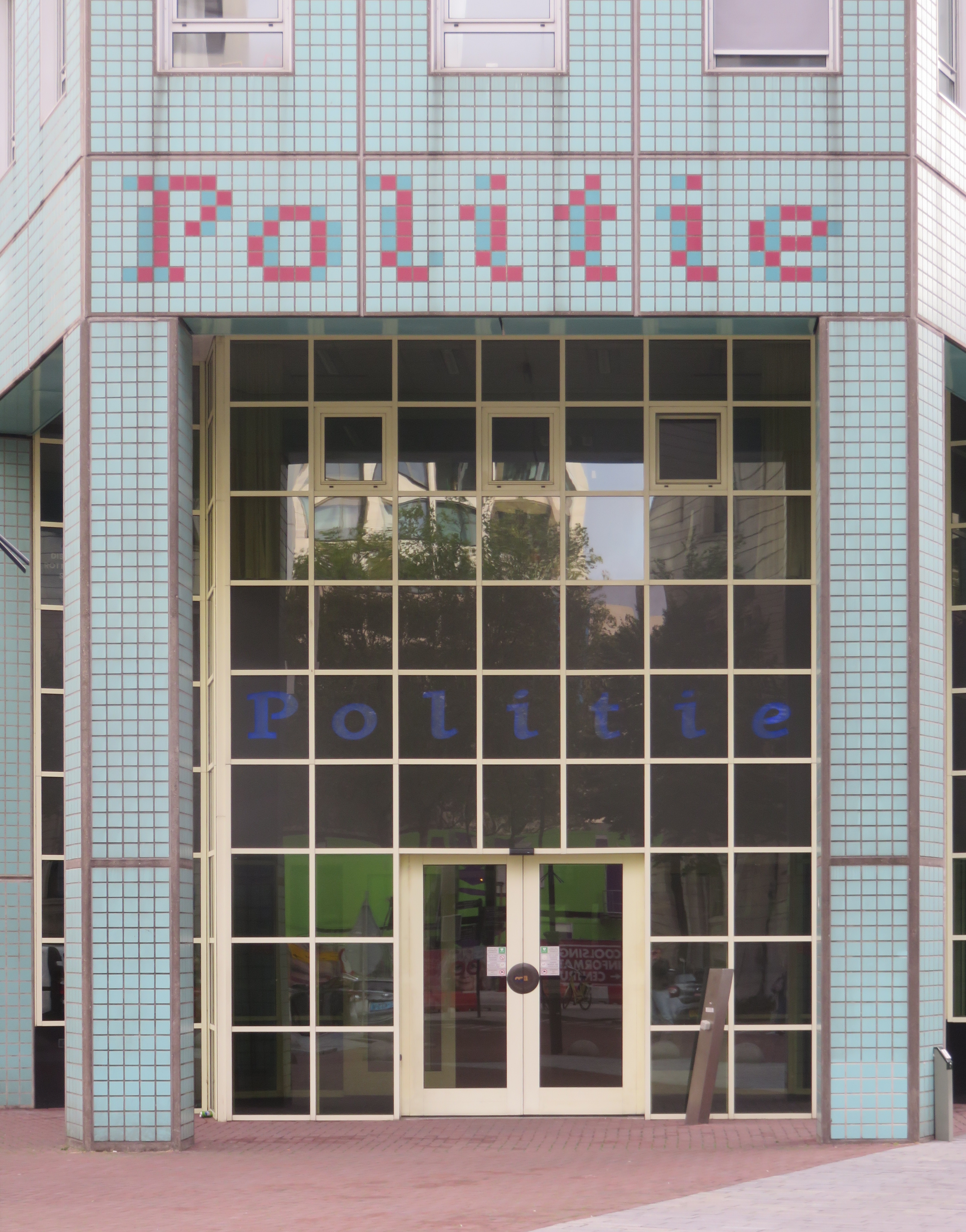
Politie belettering naar DWD ontwerp
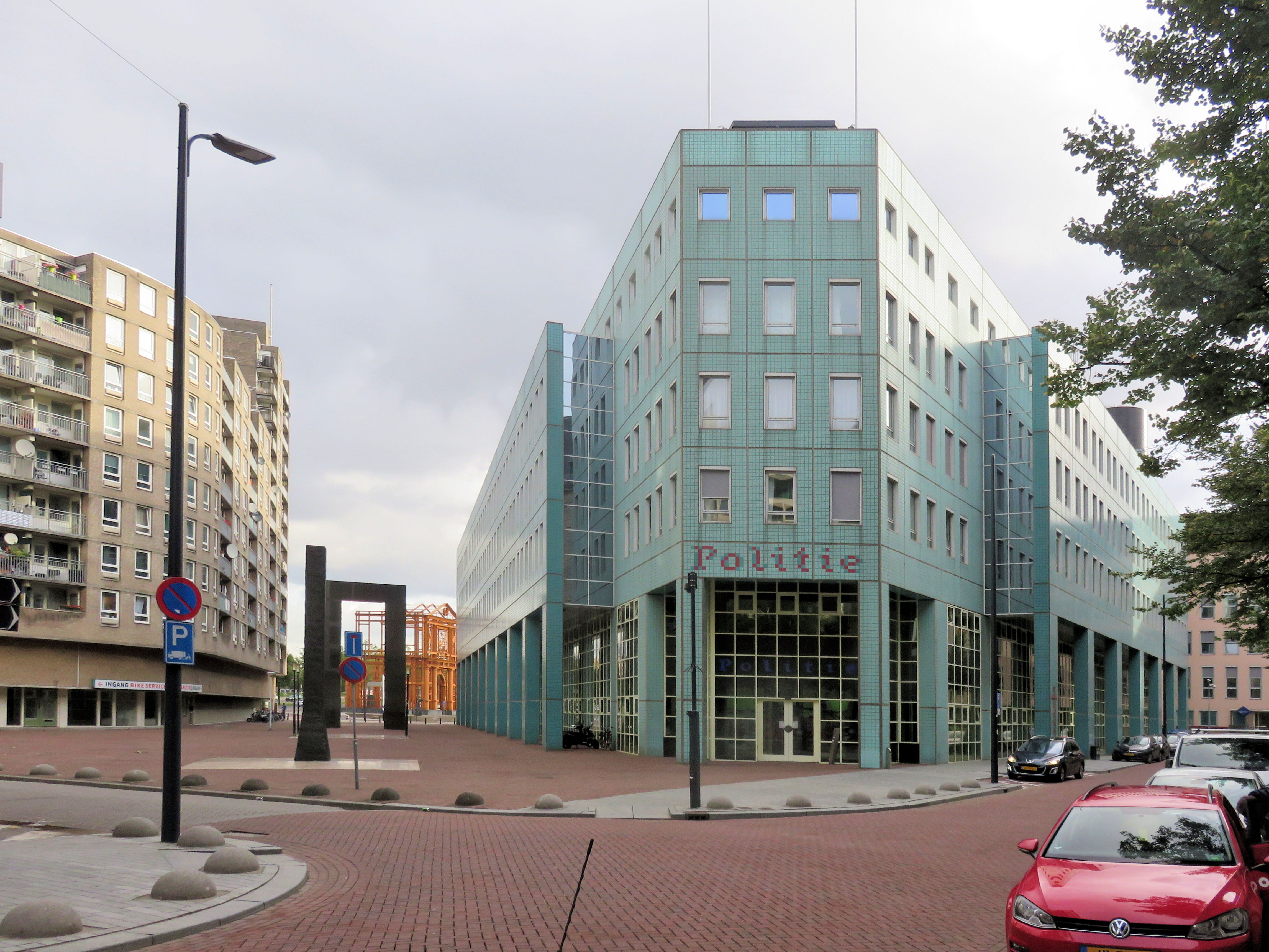
Politie hoofdbureau Rotterdam, 2018